# Deutscher Hof

Le Deutscher Hof (littéralement cour allemande en allemand) est un groupe parlementaire (dit Fraktion en allemand) du parlement de Francfort fondé le 18 mai 1848, le jour de l'ouverture de l'assemblée nationale.
Comme toutes les fractions, son nom vient du lieu de ses réunions. 
C'est la fraction de gauche du parlement. Ses membres veulent l'établissement d'une république en Allemagne, dans laquelle le suffrage universel direct serait en vigueur et dans laquelle toutes les nationalités seraient égales en droit. Ils souhaitent un président à la tête de l'exécutif, donc élu, mais ne risquant pas la censure du parlement. Ce dernier serait pour eux de préférence monocamérale mais la solution bicamérale n'est pas exclue. Ils ne s'opposent pas non plus à la démocratie monarchique.
Les membres de la fraction ont parfois des avis très divergent, ce qui mène plusieurs fois à des scissions.
Ainsi en mai 1848, son aile gauche emmenée par Brentano, Damm (de), Junghanns (de), Peter (de), Rée (de), Schüler et Werner (de) quitte la fraction pour former avec d'autres la fraction Donnersberg.
En août les plus modérés du Deutscher Hof, autour de Reh et Simon fondent la fraction Westendhall parce que la ligne politique de la fraction devenait trop radicale pour eux.
Cette scission permet à la fraction casino, au centre-droit, d'obtenir une majorité pour faire voter la constitution de Francfort le 28 mars 1849. Enfin en octobre 1848, les députés Kolb, Riesser et Loewe quittent également la fraction, en protestation contre la politique de Blum qui veut intégrer l'Autriche dans le nouvel État allemand.
Ils forment le Nürnberger Hof.
En mai 1849, elle fusionne avec la fraction Donnersberg et la fraction Westendhall pour former le Centralmärzverein, littéralement association de mars centrale, quand les députés libéraux et conservateurs, qui considèrent que le parlement a échoué dans sa mission et ne veulent pas être associés à la campagne pour la constitution du Reich, démissionnent. La gauche devient alors dominante à l'assemblée.
Celle-ci déménage à Stuttgart pour devenir le parlement croupion allemand. Les membres du Deutscher Hof, radicaux, saluent le soulèvement dans le pays de Bade et en Saxe, auxquels certains d'entre eux participent d'ailleurs.
Les derniers présidents du parlements sont issus de ses rangs : il s'agit de Theodor Reh et Wilhelm Loewe.
Ils sont toutefois relativement modérés. 
Les membres les plus connus de la fraction sont : Blum, Itzstein, Jacoby, Kolb, Raveaux, Schüler, Vogt et Wigard.
Elle représente environ 8 % de l'assemblée. Elle culmine à environ 100 députés, en octobre ils ne sont plus que 60.